# مینوانگودا
مینوانگودا (به لاتین: Minuwangoda Divisional Secretariat) یک منطقهٔ مسکونی در سری‌لانکا است که در ناحیه گامپاها واقع شده‌است. مینوانگودا ۱۷۷٬۳۲۰ نفر جمعیت دارد و ۱۴٫۸۳ متر بالاتر از سطح دریا واقع شده‌است.